# Tarsila do Amaral
Tarsila de Aguiar do Amaral (Capivari, 1 de setembro de 1886 — São Paulo, 17 de janeiro de 1973) foi uma pintora, desenhista, escultora, ilustradora, cronista e tradutora brasileira. É considerada uma das principais artistas modernistas latino-americanas, além de ser considerada a pintora que melhor alcançou as aspirações brasileiras de expressão nacionalista nesse estilo artístico.
Como integrante do Grupo dos Cinco, Tarsila também é considerada uma grande influência no movimento da arte moderna no Brasil, ao lado de Anita Malfatti, Menotti Del Picchia, Mário de Andrade e Oswald de Andrade. Foi fundamental na formação do movimento estético, Antropofagia (1928-1929); na verdade, foi Tarsila quem com seu célebre quadro, Abaporu, inspirou o famoso Manifesto Antropófago de Oswald de Andrade.

## Infância e educação
Tarsila do Amaral nasceu em Capivari, uma modesta cidade do interior do estado de São Paulo. Ela nasceu em uma família rica de fazendeiros e latifundiários que cultivavam café, dois anos antes do fim da escravidão no Brasil. Naquela época, no Brasil, as mulheres não eram incentivadas a grandes carreiras profissionais, principalmente se viessem de famílias abastadas. No entanto, apesar de vir de uma família rica, Tarsila teve o apoio para estudar. Quando adolescente, Tarsila e seus pais viajaram para a Espanha, onde ela chamou a atenção das pessoas desenhando e pintando cópias das obras de arte que viu nos arquivos de sua escola. Tarsila frequentou a escola em Barcelona e mais tarde estudou em sua cidade natal com o pintor Pedro Alexandrino Borges (1864-1942). Também frequentou a Académie Julian em Paris e estudou com outros artistas proeminentes (1920-1923).

## Carreira
A partir de 1916, Tarsila do Amaral começou a estudar pintura em São Paulo. Todos eram professores respeitados, mas conservadores. Como o Brasil não tinha um museu de arte público ou uma galeria comercial significativa até depois da Segunda Guerra Mundial, o mundo da arte brasileira era esteticamente conservador e a exposição às tendências internacionais era limitada.
Acredita-se que nessa época (1913-1920) Amaral compôs uma canção em lá menor para voz e piano chamada "Rondo D'Amour". A música permaneceu desconhecida até novembro de 2021, quando sua partitura foi descoberta na casa de sua sobrinha-neta em Campinas. Em 25 de janeiro de 2022, a música foi gravada no teatro da Escola de Música da Universidade Federal do Rio Grande do Norte por três professores da instituição: o pianista Durval Cesetti, a soprano Elke Riedel e o tenor Kaio Morais.

### Modernismo brasileiro

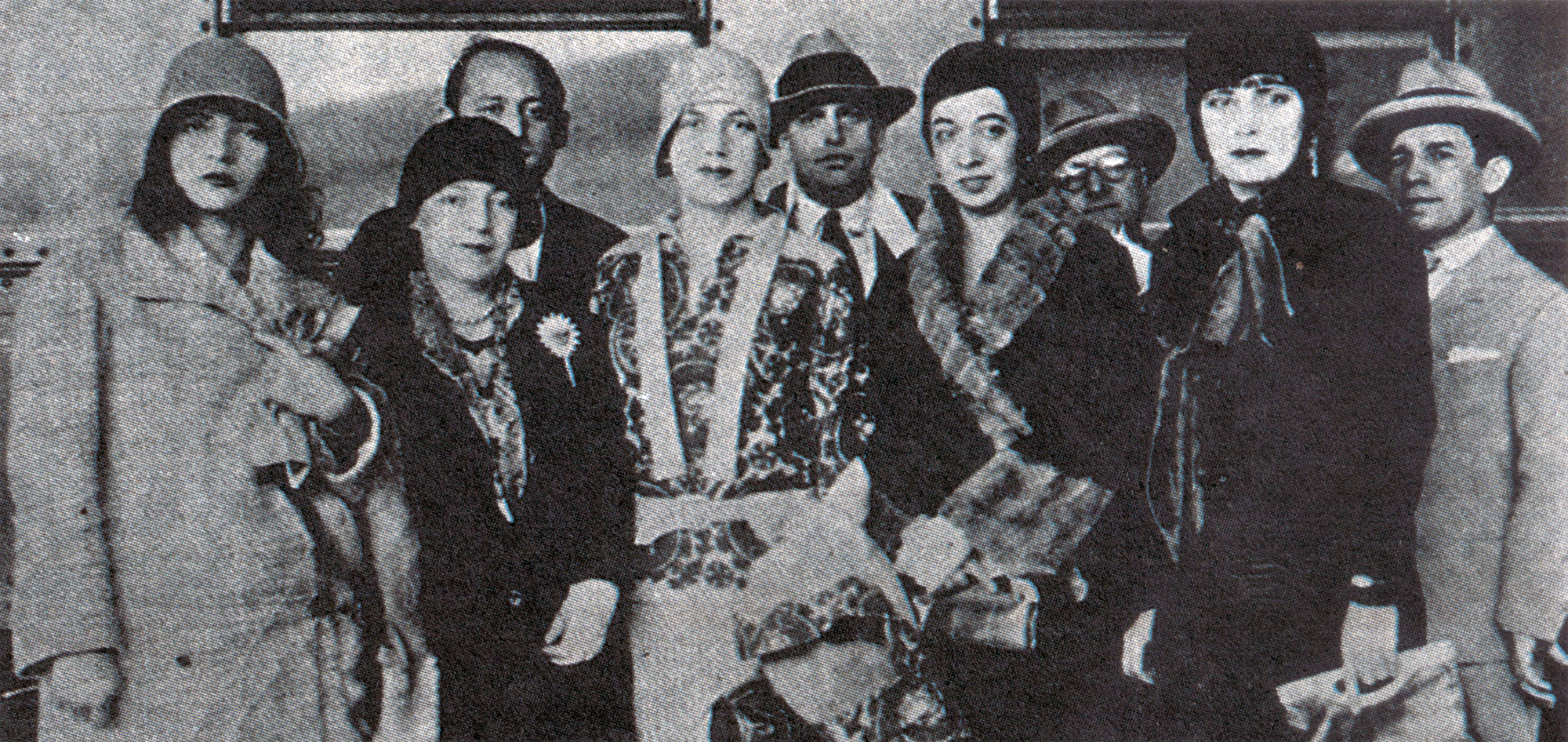
Da esquerda para a direita: Pagu, Anita Malfatti, Tarsila do Amaral, Elsie Lessa e Eugênia Álvaro Moreyra em época posterior à Semana de Arte Moderna de 1922

Voltando a São Paulo em 1922, Tarsila foi exposta a muitas coisas depois de conhecer Anita Malfatti, Oswald de Andrade, Mário de Andrade e Menotti Del Picchia. Esses colegas artistas formaram um grupo que recebeu o nome de Grupo dos Cinco. Antes de sua chegada a São Paulo vindo da Europa, o grupo havia organizado a Semana de Arte Moderna entre os dias 11 a 18 de fevereiro de 1922. O evento foi fundamental para o desenvolvimento do modernismo no Brasil. Os participantes estavam interessados em mudar o estabelecimento artístico conservador brasileiro, incentivando um modo diferenciado de arte moderna. Tarsila foi convidada a se juntar ao movimento e juntos formaram o Grupo dos Cinco, que buscava promover a cultura brasileira, o uso de estilos não especificamente europeus e a inclusão de coisas indígenas do Brasil.
Durante um breve retorno a Paris em 1929, Tarsila foi exposta ao cubismo, futurismo e expressionismo enquanto estudava com André Lhote, Fernand Léger e Albert Gleizes. Artistas europeus em geral haviam desenvolvido um grande interesse em culturas africanas e primitivas em busca de inspiração. Isso levou Tarsila a utilizar as formas indígenas de seu próprio país enquanto incorporava os estilos modernos que havia estudado. Nessa época, em Paris, pintou uma de suas obras mais famosas, A Negra  (1923), cujo principal tema é uma grande figura de uma mulher negra com um único seio proeminente. Tarsila estilizou a figura e aplainou o espaço, preenchendo o fundo com formas geométricas.

Animada com seu estilo recém-desenvolvido e sentindo-se cada vez mais nacionalista, escreveu para sua família em abril de 1923:
"Me sinto cada vez mais brasileira. Quero ser a pintora do meu país. Como sou grata por ter passado toda a minha infância na fazenda. As memórias desses tempos tornaram-se preciosas para mim. Eu quero, na arte, ser a garotinha de São Bernardo, brincando com bonecas de palha, como na última foto que estou trabalhando. Não pense que esta tendência é vista negativamente aqui. Pelo contrário. O que eles querem aqui é que cada um traga a contribuição de seu próprio país. Isso explica o sucesso do balé russo, dos gráficos japoneses e da música negra. Paris estava farta da arte parisiense".

### Fase Pau-Brasil
Oswald de Andrade, que se tornara seu companheiro de viagem, acompanhou-a por toda a Europa. Ao retornarem ao Brasil no final de 1923, Tarsila e Andrade viajaram pelo Brasil para explorar a variedade da cultura indígena e buscar inspiração para sua arte nacionalista. Nesse período, Tarsila fez desenhos dos vários lugares que visitaram, que serviram de base para muitas de suas próximas pinturas. Também ilustrou a poesia que Andrade escreveu durante suas viagens, incluindo seu livro fundamental de poemas intitulado Pau Brasil, publicado em 1924. No manifesto de mesmo nome, Andrade destacou que a cultura brasileira era produto da importação da cultura europeia e convocou os artistas a criarem obras exclusivamente brasileiras para "exportar" a cultura brasileira, assim como a madeira do pau-brasil se tornou uma importante exportação para o resto do mundo. Além disso, ele desafiou os artistas a usar uma abordagem modernista em sua arte, objetivo que eles buscavam durante a Semana de Arte Moderna em São Paulo.
Nesse período, as cores de Tarsila ficaram mais vibrantes. Na verdade, escreveu que havia encontrado as "cores que adorava quando criança. Mais tarde me ensinaram que elas eram feias e sem sofisticação". Sua pintura inicial desse período foi ECFB (Estrada de Ferro Central do Brasil), (1924). Além disso, na época, tinha interesse pela industrialização e seu impacto na sociedade.

### Fase Antropofagia

Abaporu, uma de suas obras mais conhecidas e um ícone do Modernismo brasileiro. Óleo sobre tela, 1928

Em 1926, Tarsila casou-se com Andrade e continuaram a viajar pela Europa e Oriente Médio. Em Paris, em 1926, fez sua primeira exposição individual na Galerie Percier. As pinturas apresentadas na exposição incluíam São Paulo (1924), A Negra  (1923), Lagoa Santa (1925) e Morro de Favela (1924). Seus trabalhos foram elogiados e chamados de "exóticos", "originais", "ingênuos" e "cerebrais", e comentaram sobre seu uso de cores vivas e imagens tropicais.
Enquanto esteve em Paris, foi exposta ao surrealismo e ao retornar ao Brasil iniciou um novo período de pintura onde se afastou de paisagens e cenários urbanos e começou a incorporar o estilo surrealista em sua arte nacionalista. Essa mudança também coincidiu com um movimento artístico maior em São Paulo e em outras partes do Brasil, focado em celebrar o Brasil como o país das grandes cidades, também impactou a forma como sua arte foi formada. Incluindo representações verticais de edifícios em grandes cidades, como São Paulo, sua arte tornou-se icônica. Essas peças de arte que fez podem incluir pequenos aspectos da cidade, como uma bomba de gasolina, ou grandes elementos, como edifícios. Sua mistura de detalhes era importante porque eles compunham a cidade. Com base nas ideias do movimento Pau-Brasil, os artistas se esforçaram para se apropriar de estilos e influências europeias para desenvolver modos e técnicas que eram exclusivamente deles e brasileiros. Esse movimento Pau-Brasil era um conceito modernista do Brasil.
A primeira pintura de Tarsila nessa fase artística foi Abaporu (1928), que havia sido dada como pintura sem título a Andrade em seu aniversário. O tema da obra é uma grande figura humana estilizada com pés enormes sentados no chão ao lado de um cacto com um sol fatiado de limão ao fundo. Andrade escolheu o título, Abaporu, que é um termo indígena para "o homem come", em colaboração com o poeta Raul Bopp. O nome da obra estava relacionado às ideias então atuais sobre a fusão de estilo e influências europeias. Logo depois, Andrade escreveu seu Manifesto Antropófago, que literalmente chamava os brasileiros para devorar estilos europeus, livrando-se de todas as influências diretas, e criar seu próprio estilo e cultura. O colonialismo desempenhou um papel em seu trabalho; Tarsila incorporou esse conceito em sua arte. Em vez de serem devorados pela Europa, eles próprios devorariam a Europa. Andrade usou o Abaporu para a capa do manifesto como representação de seus ideais. No ano seguinte, a influência do manifesto continuou, Tarsila pintou Antropofagia (1929), que apresentava a figura do Abaporu junto com a figura feminina de A Negra  de 1923, além da folha de bananeira brasileira, cacto e, novamente, a fatia de limão sol.
Em 1929, Tarsila fez sua primeira exposição individual no Brasil, no Palace Hotel, no Rio de Janeiro, que foi seguida por outra no Salão Glória, em São Paulo. Em 1930, foi destaque em exposições em Nova York e Paris. No mesmo ano, o casamento de Tarsila e Andrade acabou, o que pôs fim à colaboração entre os dois artistas.
Em 1931, Tarsila viajou para a União Soviética. Enquanto esteve lá, fez exposições de suas obras em Moscou no Museu de Arte Ocidental e viajou para várias outras cidades e museus. Ao retornar ao Brasil em 1932, envolveu-se na Revolta Constitucionalista de São Paulo contra a ditadura liderada por Getúlio Vargas. Junto com outros que eram vistos como esquerdistas, foi presa por um mês porque suas viagens a faziam parecer simpatizante do comunismo.

### Final da carreira e morte

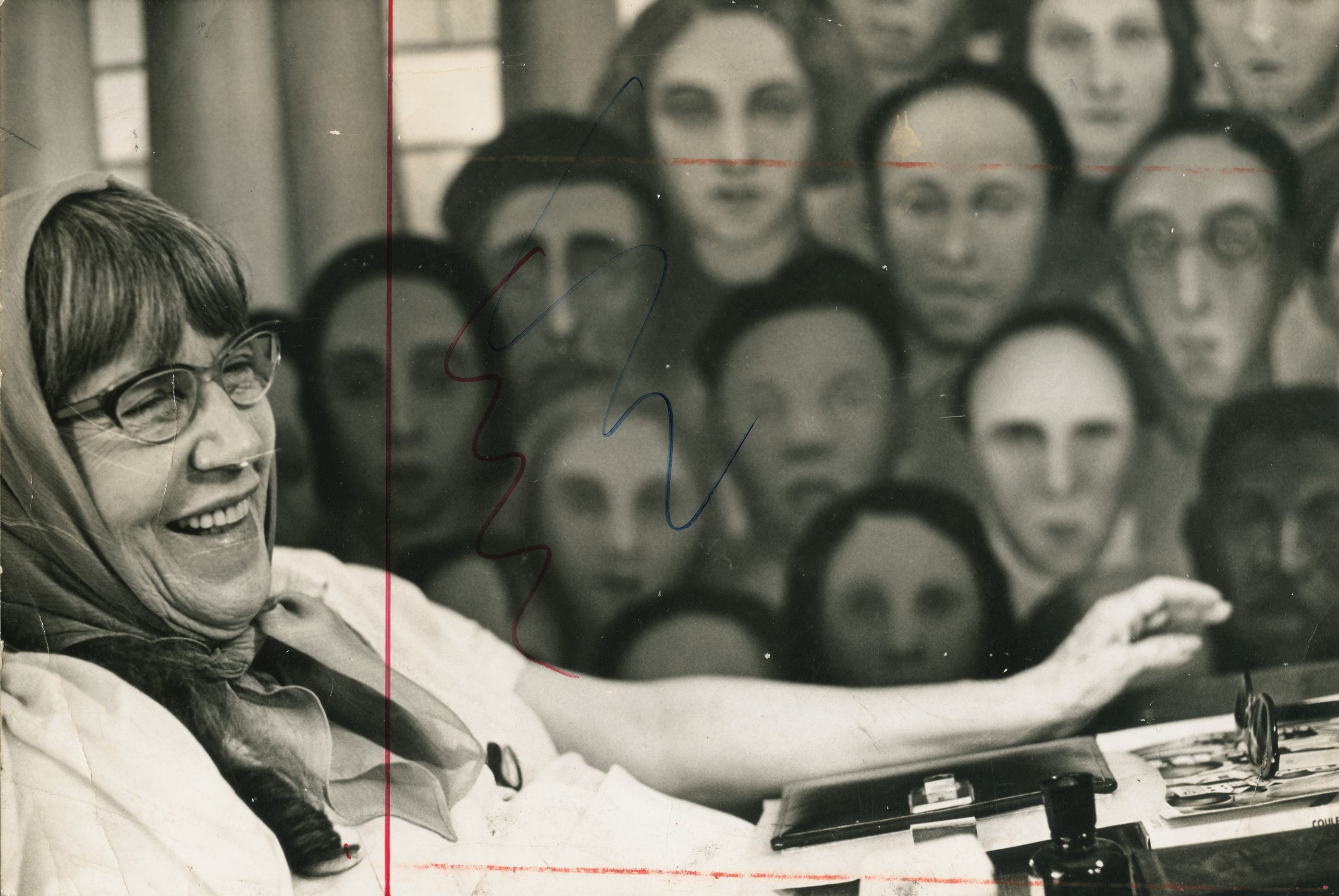
Tarsila em 19 de março de 1969

No restante de sua carreira, ela se concentrou em temas sociais. Representativa desse período é a pintura Segunda Classe (1931), que tinha como tema homens, mulheres e crianças empobrecidas. Também começou a escrever uma coluna semanal de arte e cultura para o Diário de São Paulo, que continuou até 1952.
Em 1938, Tarsila finalmente se estabeleceu definitivamente em São Paulo, onde passou o restante de sua carreira pintando pessoas e paisagens brasileiras. Em 1950, fez uma exposição no Museu de Arte Moderna de São Paulo onde um crítico a chamou de "a mais brasileira das pintoras daqui, que representa o sol, os pássaros e os espíritos juvenis de nosso país em desenvolvimento, tão simples quanto os elementos de nossa terra e natureza…”. Ela morreu em São Paulo no ano de 1973. A vida de Tarsila é marca do caloroso caráter brasileiro e expressão de sua exuberância tropical".

## Legado

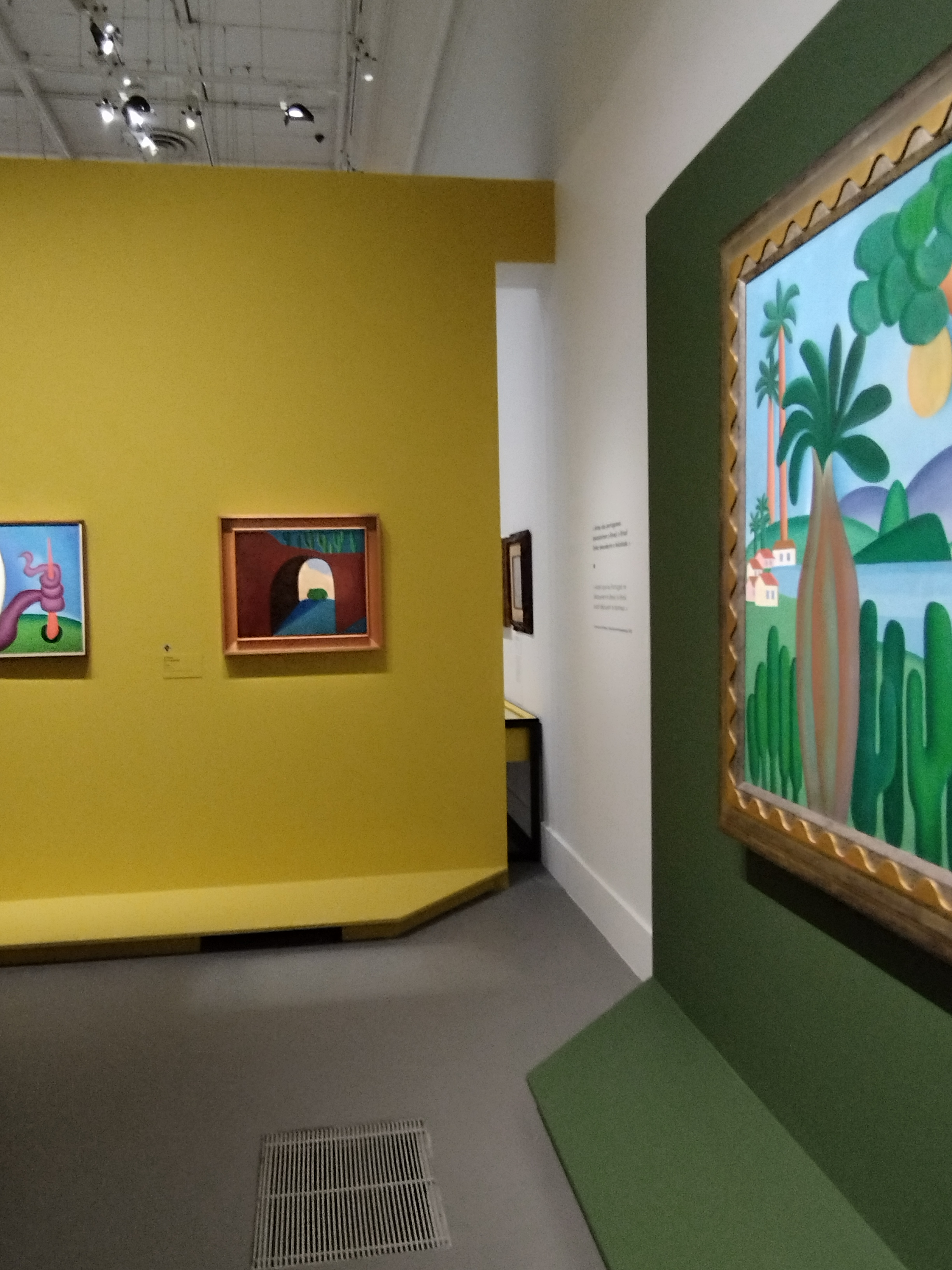
Parte do salão de exposição do Museu de Luxemburgo, em Paris, com a mostra retrospectiva sobre Tarsila do Amaral

Além das 230 pinturas, centenas de desenhos, ilustrações, gravuras, murais e cinco esculturas, o legado de Tarsila é seu efeito na direção da arte latino-americana. Tarsila impulsionou o modernismo na América Latina e desenvolveu um estilo único no Brasil. Seguindo seu exemplo, outros artistas latino-americanos foram influenciados a começar a utilizar o tema indígena brasileiro e desenvolver seu próprio estilo. A cratera Amaral em Mercúrio recebeu o nome da pintora brasileira como uma homenagem da União Astronômica Internacional.
Em 2018, o MoMA, em Nova Iorque, abriu uma exposição individual de seu trabalho, a oitava retrospectiva sobre artistas da América Latina.
Em 2024/2025, o Museu de Luxemburgo, em Paris, exibiu de 9 de outubro de 2024 a 2 de fevereiro de 2025, uma imensa retrospectiva intitulada Tarsila do Amaral – Pintar o Brasil Moderno, com 150 obras (e três anos de curadoria com a assinatura de Cecilia Braschi) levando ao público inclusive obras inéditas dos anos 1940-1960, algumas pertencentes a acervos particulares e desconhecidas do público em geral e arquivos pessoais da artista, como rascunhos, anotações e um álbum de viagens.

## Principais obras

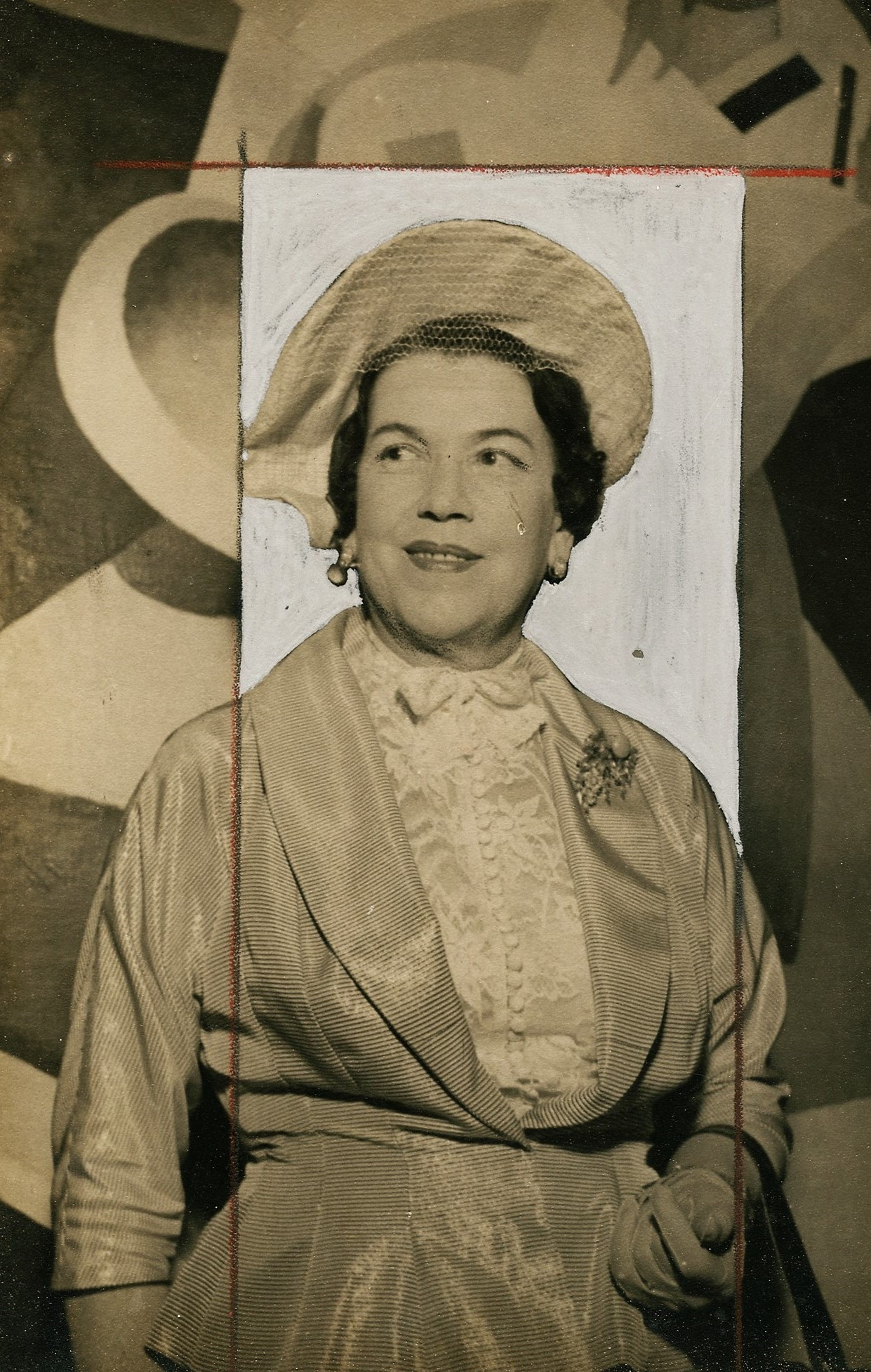
Tarsila nos anos 1950

A seguir estão listadas algumas das principais obras de Tarsila do Amaral.
- Pátio com Coração de Jesus (Ilha de Wright) - 1921
- A Espanhola (Paquita) - 1922
- Chapéu Azul - 1922
- Margaridas de Mário de Andrade - 1922
- Árvore - 1922
- O Passaporte (Portrait de femme) - 1922
- Retrato de Oswald de Andrade - 1922
- Retrato de Mário de Andrade - 1922
- A Caipirinha - 1923
- Estudo (Nu) - 1923
- Manteau Rouge - 1923
- Rio de Janeiro - 1923
- A Negra - 1923
- Caipirinha - 1923
- Estudo (La Tasse) - 1923
- Figura em Azul (Fundo com laranjas) - 1923
- Natureza-morta com relógios - 1923
- O Modelo - 1923
- Pont Neuf - 1923
- Retrato azul (Sérgio Milliet) - 1923
- Retrato de Oswald de Andrade - 1923
- Autorretrato - 1924
- São Paulo (Gazo) - 1924
- A Cuca - 1924
- São Paulo - 1924
- São Paulo (Gazo) - 1924
- A Feira I - 1924
- Morro da Favela - 1924
- Carnaval em Madureira - 1924
- Anjos - 1924
- EFCB (Estrada de Ferro Central do Brasil) - 1924
- O Pescador - 1925
- A Família - 1925
- Vendedor de Frutas - 1925
- Paisagem com Touro I - 1925
- A Gare - 1925
- O Mamoeiro - 1925
- A Feira II - 1925
- Lagoa Santa - 1925
- Palmeiras - 1925
- Romance - 1925
- Sagrado Coração de Jesus I - 1926
- Religião Brasileira I - 1927
- Manacá - 1927
- Pastoral - 1927
- A Boneca - 1928
- O Sono - 1928
- O Lago - 1928
- Calmaria I - 1928
- Distância - 1928
- O Sapo - 1928
- O Touro - 1928
- O Ovo (Urutu) - 1928
- A Lua - 1928
- Abaporu - 1928
- Cartão Postal - 1928
- Antropofagia - 1929
- Calmaria II - 1929
- Cidade (A Rua) - 1929
- Floresta - 1929
- Sol Poente - 1929
- Idílio - 1929
- Distância - 1929
- Retrato do Padre Bento - 1931
- Operários - 1933
- Segunda Classe - 1933
- Crianças (Orfanato) - 1935/1949
- Costureiras - 1936/1950
- Altar (Reza) - 1939
- O Casamento - 1940
- Procissão - 1941
- Terra - 1943
- Primavera - 1946
- Estratosfera - 1947
- Praia - 1947
- Fazenda - 1950
- Porto I - 1953
- Procissão (Painel) - 1954
- Batizado de Macunaíma - 1956
- A Metrópole - 1958
- Passagem de nível III - 1965
- Porto II - 1966
- Religião Brasileira IV - 1970